# Подуриле (Вранча)
Подуриле (рум. Podurile) насеље је у Румунији у округу Вранча у општини Киождени. Oпштина се налази на надморској висини од 412 m.

## Становништво
Према подацима из 2002. године у насељу је живело 325 становника, од којих су сви румунске националности.